# Agencia Estatal de Meteorología

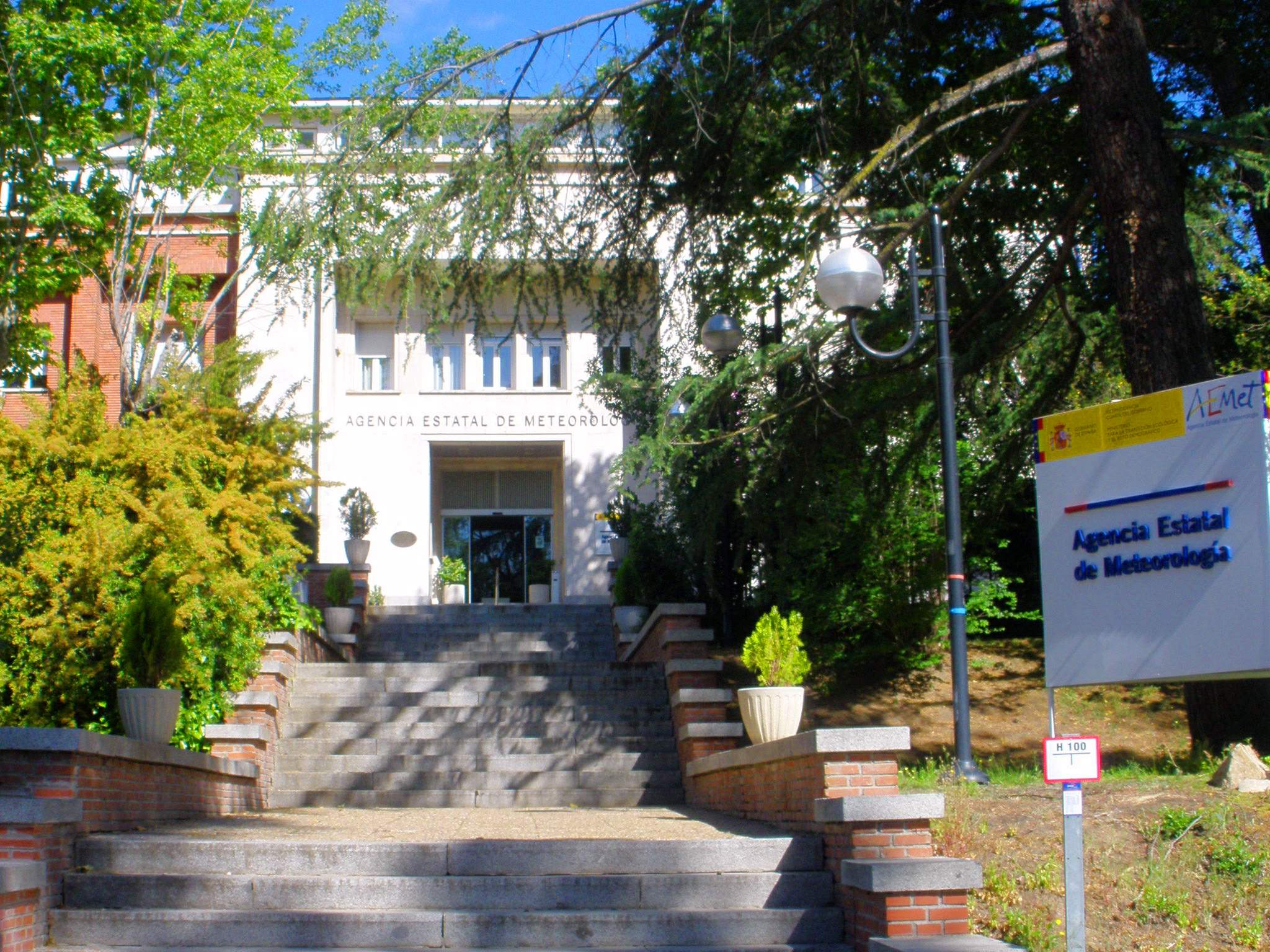
Sede dell'ente a Madrid

L'Agencia Estatal de Meteorología (AEMET; in italiano: Agenzia statale di meteorologia) è il servizio meteorologico nazionale della Spagna accreditato presso l'Organizzazione Meteorologica Mondiale. Opera per il ministero dell'agricoltura, dell'alimentazione e dell'ambiente. L'ente collabora anche con il Centro europeo per le previsioni meteorologiche a medio termine (ECMWF) e con EUMETSAT, l'organizzazione europea per la gestione dei satelliti meteorologici.
Il servizio meteorologico nazionale spagnolo fu istituito il 12 agosto 1887 con la denominazione di Instituto Central Meteorológico. Nel corso del tempo, l'ente ha assunto varie denominazioni, fino all'8 febbraio 2008, data in cui è stata creata l'agenzia di meteorologia attualmente operante.
Ha il compito di "sviluppare, implementare e fornire servizi meteorologici che rientrano nelle competenze dello Stato, nonché di sostenere altre attività pubbliche e private che migliorino la sicurezza e la qualità della vita della società spagnola".
Le attività svolte da AEMET sono il monitoraggio e le previsioni meteo, la ricerca scientifica nell'ambito dei modelli numerici per la previsione del tempo.
L'ente si occupa anche della raccolta e dell''archiviazione dei dati meteorologici rilevati da un gran numero di stazioni meteorologiche: alcune di esse risultano presidiate da personale e svolgono anche funzioni di assistenza alla navigazione aerea, mentre la maggior parte sono di tipo automatico e svolgono in prevalenza funzioni di tipo climatologico. 
L'agenzia dispone anche di radar meteorologici e di rilevatori di fulmini ed effettua radiosondaggi.
La sede istituzionale e la biblioteca  si trovano a Madrid, mentre sono presenti centri meteorologici distaccati in ciascuna comunità autonoma.